# Helios (Motorrad)

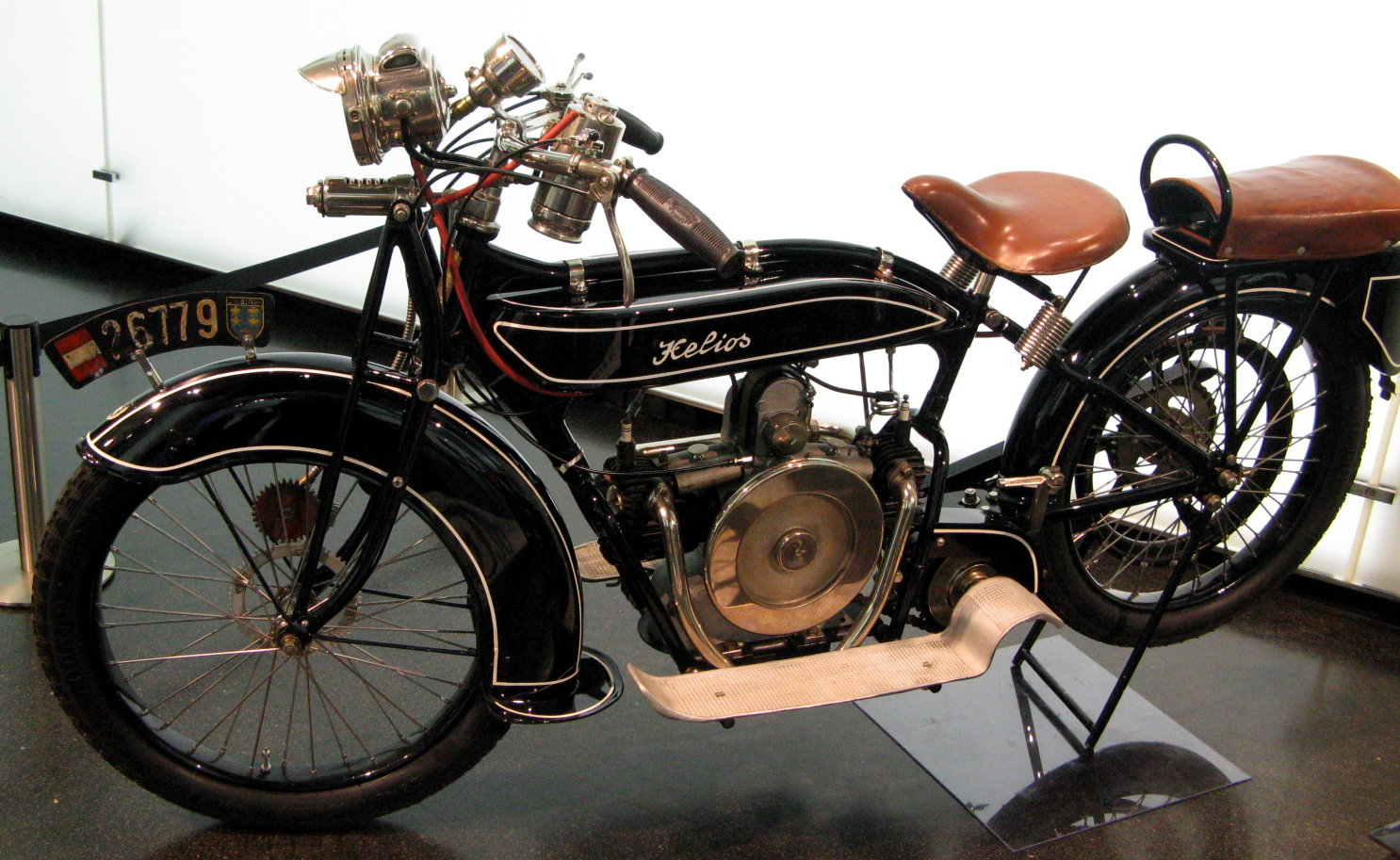
Helios

Die Helios war ein Motorrad der Bayerischen Flugzeugwerke (1921 bis 1922) bzw. nach der Umbenennung von BMW (1923).

## Technik
Die Maschine hatte einen luftgekühlten seitengesteuerten Zweizylinder-Boxermotor von BMW mit Magnetzündung, Typ M 2 B 15, der quer eingebaut war; das heißt, die Kurbelwelle lag quer zur Fahrtrichtung. Dadurch ragten die Zylinder nicht wie bei späteren BMW-Motorrädern links und rechts in den Fahrtwind, sondern waren nach vorn und hinten gerichtet. Die Schwungscheibe lief frei auf der linken Seite. Der Motor hatte einen Hubraum von 494 cm³ bei einer Bohrung und einem Hub von jeweils 68 mm. Er leistete 6,5 PS bei 3000/min. Die Kraft wurde über eine Einscheibenkupplung, ein handgeschaltetes Dreiganggetriebe und eine Rollenkette an das Hinterrad übertragen. Der Schalthebel wurde in einer Kulisse rechts am Tank geführt.
Die rund 2,60 m lange Helios hatte einen Stahlrohrrahmen mit einem sogenannten Stecktank, der hinter dem Lenkkopf zwischen zwei Rahmenrohre eingefügt war. Das Vorderrad wurde in einer Pendelgabel geführt, während das mit einer Klotzbremse versehene Hinterrad nicht gefedert war. Eine Vorderradbremse gab es nicht.

## Ende der Produktion
Nach der Übernahme der Bayerischen Flugzeugwerke durch Camillo Castiglioni und der Neugründung der Bayerischen Motoren Werke Aktiengesellschaft im Juni 1922 wurde die Produktion der Helios bald eingestellt. Im Herbst 1923 stellte BMW die BMW R 32 mit längs eingebautem Motor und Wellenantrieb zum Hinterrad vor, dem Vorläufer der späteren Kardanwellen.

## Quelle
Wolfgang Zeyen, Jan Leek: BMW Motorräder seit 1923. Motorbuch Verlag, Stuttgart 2004, ISBN 3-613-02401-2, S. 20, 21 und 24.